# 東京妙案開発研究所
東京妙案開発研究所（とうきょうみょうあんかいはつけんきゅうじょ）は、東京都港区にある。

## 沿革
- 2004年5月20日 - 設立